# Giannini Peak
Giannini Peak är en bergstopp i Antarktis. Den ligger i Västantarktis. Argentina, Chile och Storbritannien gör anspråk på området. Toppen på Giannini Peak är 1 767 meter över havet, eller 14 meter över den omgivande terrängen. Bredden vid basen är 0,43 km.
Terrängen runt Giannini Peak är kuperad åt nordost, men åt sydväst är den platt.  Trakten är obefolkad. Det finns inga samhällen i närheten.